# Aby Chrystus się nami posługiwał
Aby Chrystus się nami posługiwał – książka wydana w 1979 roku przez wydawnictwo ZNAK zawierająca teksty Karola Wojtyły publikowane w miesięczniku ZNAK i Tygodniku Powszechnym. Wybór pism został dokonany przez Józefę Hennelową. Teksty pochodzą z lat 1949–1978. Drugie wydanie książki ukazało się w 2009 roku.